# Thaumetopoea phosphatiphila
Thaumetopoea phosphatiphila är en fjärilsart som beskrevs av Dumont 1922. Thaumetopoea phosphatiphila ingår i släktet Thaumetopoea och familjen tandspinnare. Inga underarter finns listade i Catalogue of Life.